# Carl Emil Krarup
Carl Emil Krarup, född 12 oktober 1872 i Köpenhamn, död 29 december 1909, var en dansk ingenjör. 
Krarup blev student 1890, polyteknisk kandidat 1896, teknisk aspirant vid telegrafväsendet 1898, telegrafingenjör 1902 och chef för Telegrafdirektoratets tekniska avdelning 1906. Under sin verksamhet i telegrafväsendet inlade han sig förtjänst främst genom att uppfinna en förbättrad typ av telefonkablar, i vilka kopparledarna var lindade med fint spunnen järntråd, varmed man uppnådde en betydande förstärkning av talets intensitet. Systemet vann stort erkännande och betydande utbredning såväl i Danmark som i utlandet. 